# Sajónémeti vár
A sajónémeti vár mára elpusztult vár az Upponyi-hegység északi lejtőjén. Sajónémeti keleti szélén található.

## Elhelyezkedése
A vár a Sajó jobb partján, a falu keleti szélén, a temető feletti Temetőhegy vagy Várhegy nyergében fekszik.

## Története
A vár két, egymástól független mottéból áll. Sándorfi György szerint a kisebbik a tatárjárás előtt, a nagyobbik a 13-14. században épült. A várat a Felvidékre a 15. században betelepedő husziták, talán Jan Giskra vezetésével egy nyugati védművel és lőrésekkel megerősítettek. 1460. augusztus 27-én, a sajóvelezdi vár meghódoltatása után egy nappal Mátyás király serege megostromolta és elfoglalta e huszita erősséget is, mely ostrom során részben megsemmisült. 
A földhalomvár és a huszita erősség egymáshoz való viszonyát csak régészeti ásatás tudná megnyugtatóan tisztázni.
A falu mai temetőjében talált épületmaradványok a lakosság szerint Mátyás király egykori vadászkastélyának romjai, melyet a sajópüspöki templom építéséhez bontottak le a 18. században.

## Feltárása
A várban régészeti feltárást nem folytattak. Szintvonalas felmérését Nováki Gyula és Sándorfi György készítette el. A romokat korábban tévesen a sajóvelezdi várral azonosították.

## Leírása
A Várhegy anyaga márga és agyag. Északon a Sajó határolja, nyugati és déli oldala meredek, keleten egy gerinc kapcsolja az Aszóhoz. A vár alakja egy hosszan elnyúló háromszög, mely északnyugatról délkelet felé terjed a gerincen. Központi része egy 22x16 méter kiterjedésű, 5 méter magas csonka kúp alakú domb, melynek északi részén kutatás nyomai fedezhetőek fel. Itt középkori edénytöredékek és mészhabarcs kerültek elő. A központi kúpot három további, 1,5 méter magas kúp és két távolabbi 1 méter magas halom veszi körbe. A nyugati kúptól 50 méterre egy újabb háromszög alakú kúp található.
A vár sáncai jó állapotban maradtak fenn, területén kőből készült fal nyomai nem észlelhetőek. A központot hármas sáncrendszer veszi körül, a vártól nyugatra és északra pedig egy-egy kisebb sáncokkal határolt terület található. A földvár tetejére Pyrker János László egri érsek a 19. század első felében egy öntöttvas keresztet emeltetett. A lakosság elbeszélése szerint a vár alatt alagútrendszer húzódik, melynek a faluban található pincékben van mára befalazott kijárata.